# Ichneumon vaughanae
Ichneumon vaughanae is een vliesvleugelig insect (orde Hymenoptera) uit de familie van de gewone sluipwespen (Ichneumonidae). De wetenschappelijke naam van de soort werd in 2016 door Rebecca Kittel gepubliceerd als nomen novum voor Ichneumon bipunctatus Cuvier, 1833. Die naam was in 1790 door Johann Friedrich Gmelin al vergeven als Ichneumon bipunctatus Gmelin, 1790 voor een andere sluipwesp.
De naam gedenkt Dorothy Vaughan (1910–2008), een Amerikaans wiskundige.